# Francesco Siacci

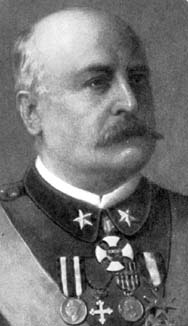
Francesco Siacci

Francesco Siacci (* 20. April 1839 in Rom; † 31. Mai 1907 in Neapel) war ein italienischer Mathematiker, Ballistiker und Offizier.

## Leben
Siacci studierte in Rom und ging nach dem Abschluss 1860 nach Turin, wo er Offizier und Professor für Mechanik an der Militärakademie wurde. Auch an Kampagnen 1866 gegen Österreich und Preußen nahm er kurz teil, wurde aber schnell wieder an die Akademie zurückgeschickt. Dort wurde er 1872 Professor für Ballistik (was er bis 1892 blieb, zuletzt als Generalmajor) und gleichzeitig ab 1875 Professor für Mechanik an der Universität Turin. Nach zwei Legislaturperioden als Abgeordneter in der Camera dei deputati wurde er 1892 zum Senator in Rom ernannt und ließ sich dafür an die Universität Neapel versetzen. In Turin behielt er eine Honorarprofessur, sein Nachfolger in der Lehre war dort Vito Volterra.
Siacci war im 19. Jahrhundert bekannt für sein Lehrbuch der Ballistik, das 1870 bis 1884 und in zweiter Auflage 1888 erschien und 1891 ins Französische übersetzt wurde. Er ist auch noch heute für verschiedene Methoden in der äußeren Ballistik bekannt. Außerdem beschäftigte er sich mit theoretischer Mechanik (Bewegung starrer Körper, kanonische Transformationen, Kontakttransformationen, inverse Probleme) und mathematischen Untersuchungen, unter anderem der Theorie der Kegelschnitte, der Riccati-Differentialgleichung, Determinanten, binären quadratischen Formen.
Ab 1872 war er korrespondierendes Mitglied der Accademia dei Lincei, 1890 rückte er zum Vollmitglied auf. Außerdem war er Mitglied der Accademia delle Scienze di Torino und der Accademia dei Quaranta, der nationalen naturwissenschaftlichen Akademie, sowie der Akademien in Neapel und Bologna und der lombardischen Akademie für Wissenschaft und Literatur.

## Schriften
- Corso di Balistica. 3 Bände, Rom 1870 bis 1884, 2. Auflage Turin 1888 (französisch: Balistique extérieure. Paris 1892)
- Ballistik und Praxis. Berlin 1882 (Übersetzung von Günther von Balistica e pratica, Giornale di Artiglieria e Genio 1880)